# Gonomyia (Leiponeura) quadrifila
Gonomyia (Leiponeura) quadrifila is een tweevleugelige uit de familie steltmuggen (Limoniidae). De soort komt voor in het Palearctisch gebied.